# Олів'є Деман
Олів'є Деман (фр. Olivier Deman, нар. 6 квітня 2000, Антверпен, Бельгія) — бельгійський футболіст, вінгер німецького клубу «Вердер» та національної збірної Бельгії. На умовах оренди грає за «Антверпен».

## Ігрова кар'єра

### Клубна
Олів'є Деман є вихованцем футбольних клубів з міста Брюгге, де починав грати ще на дитячому рівні і продовжив виступи в молодіжних командах клубів «Брюгге» та «Серкль Брюгге». Саме у складі «Серкля» Деман дебютував на професійному рівні. 10 березня 2019 року він вийшов на заміну у матчі чемпіонату Бельгії проти льєжського «Стандарда».
У серпні 2023 року Деман приєднався до складу німецького клубу «Вердер». 17 вересня 2023 року футболіст зіграв першу гру у новій команді і відзначився гольовою передачею.

### Збірна
20 червня 2023 року у матчі відбору до Євро-2024 проти команди Естонії Олів'є Деман дебютував у складі національної збірної Бельгії.